# Плавненский
Плавненский — хутор в Крымском районе Краснодарского края.
Входит в состав Киевского сельского поселения.

## География
Хутор Плавненский получил своё название из-за болотистых мест- плавней, раскинулся в низине между устьями рек Кудако и Безымянная, в северной части Крымского района. Эта территория низменная. К северо- востоку от хутора находятся греды: урочище Мозурова поляна, урочище Подкова.

### Улицы
- ул. Береговая,
- ул. Бордунова,
- ул. Булахова,
- ул. Горького,
- ул. Октябрьская,
- ул. Пушкина,
- ул. Фадеева,
- ул. Широкая.

## История
«Земли пожалованы генерал- адъютанту князю Левану Ивановичу Меликову и полковнику Могукорову 19270 десятин, из которых для надела трёх обер — офицеров и церковному причту 699 десятин, и отдельно для 504 душ мужского пола по 30 десятин на каждого». Впоследствии многие населённые пункты получили название в честь своих владельцев. Так появилась усадьба Мелихова, которая состояла из отдельных урочищ. Несколько десятин было отведено под Плавненское- Мелихово.
Военные годы
```
Эта земля находилась в центре боёв на Голубой линии. С севера Плавненский прикрывал подходы к высоте 121,4 «Сопка Героев», поэтому имел важное стратегическое значение. Население хутора немцы угнали вглубь оккупированной местности, сам же населенный пункт был превращен в систему 
передовой обороны
, состоявшей из окопов, минных полей, ограждений из колючей проволоки, дзотов. На восточной окраине хутора были бункеры, где немцы складировали боеприпасы, в том числе авиабомбы для находившегося неподалёку аэродрома. 
```

26 мая 1943 года наши войска полтора часа вели сильнейший артобстрел Плавненского. Затем в дело вступила авиация. На хутор обрушились тонны снарядов и бомб. Когда в октябре 43-го уцелевшие жители вернулись в родные места, Плавненский был стерт с лица земли! Не осталось даже столбов и деревьев. Из 258 домов осталось 9 полуразрушенных хат.
Большинство мирных жителей нашего хутора были угнаны в рабство. Это были не только взрослые, но и дети. Всего в Крымском районе было угнано в рабство 3959 малолетних узников. Жизнь их сложилась по- разному. Кто-то сразу же после освобождения Кубани вернулся на родину, а кто-то еще долгие годы жил на чужбине.
Хутор Плавненский стал родиной двух Героев Советского Союза: Бордунова Алексея Николаевича и Булахова Алексея Анисимовича.
Бордунов Алексей Николаевич — стрелок 1344-го стрелкового полка (319-я стрелковая дивизия, 43-я армия, 3-й Белорусский фронт), красноармеец. Родился в 1925 году на хуторе Плавненский Крымского района Краснодарского края в семье крестьянина.

## Население
| 1999 | 2002 | 2010 |
| ---- | ---- | ---- |
| 774  | ↘613 | ↗624 |